# أيرين ر. ماكليود
أيرين ر. ماكليود (بالإنجليزية: Irene R. McLeod)‏ (21 أغسطس 1891 - 1968)؛ كاتِبة وشاعرة بريطانية.